# Инглис, Джон Эрдли
Джон Эрдли Инглис (англ. John Eardley Inglis; род. 15 ноября 1814, Новая Шотландия, Британская империя — 27 сентября 1862, Бад-Хомбург-фор-дер-Хёэ, Германия) — британский военный. Офицер, участник Осады Лакхнау.

## Биография
Джон Эрдли Инглис родился 15 ноября 1814 в Новой Шотландии в семье епископа Джона Инглиса и Кэтрин Элизабет Кокрейн. 
2 августа 1833 года был назначен прапорщиком в 32-й пехотный полк. В 1837 году Инглис принял активное участие в восстании в Нижней Канаде. 
В 1939 году получил звание лейтенанта, капитана 1843, майора в 1848. во время второй англо-сикхской войны служил в Пенджабе, где принимал участие в первой и второй осаде Мултана. Вёл войска своего полка при штурме и захвате Мултана. Принимал участие в решающем сражении войны - битве при Гуджрате, где под руководством Хью Гофа добились разгромной победой над армией Сикхской империи. После войны был повышен в звании до подполковника.
5 июня 1855 года, за два года до осады Лакхнау был повышен до полковника. Заменил Сэра Генри Лоуренса, в связи со смертью офицера во время ожесточённых боёв с повстанцами. Был бригадным генералом во время 87-дневной первой осады. Несмотря на то, что силы сторон были не равносильны (30 тысяч человек у повстанцев, 8 тысяч у британской армии), смог сильно истощить силы аудовцев. Вывел свои войска после прихода фельдмаршала Кэмпбелла и генерал-майора Генри Хэвлока. За умелое руководство был повышен до генерала-майора и стал кавалером ордена Бани второй степени. Руководством законодательный органа Новой Шотландии был награждён почётным мечом, лезвие изготовлено из стали новошотландского железа.
После службы в Индии был направлен на Ионические острова.
Джон Инглис скончался 27 сентября 1862 года в Бад-Хомбург-фор-дер-Хёэе, где служил последние годы своей жизни. Похоронен в склепе Собора Святого Павла в Лондоне.

## Личная жизнь
Джон Инглис был женат на Джулии Селине Тезигер (1833–1904), дочери Фредерика Тезигера. Во время брака завели троих детей. Во время осады Лакхнау находилась вместе с мужем с детьми. Позже ею был задокументирован свой опыт пребывания в резиденции Лакхнау.
Среди их детей был Руперт Эдвард Инглис, игрок сборной Англии по регби, погибший в битве на Сомме в 1916 году. Его письма домой жене с фронта были опубликованы его вдовой после войны.